# SN 2010hi
SN 2010hi – supernowa odkryta 1 września 2010 roku w galaktyce NGC 6621. W momencie odkrycia miała maksymalną jasność 18,00m.